# Római katolikus templom (Csíkszenttamás)
A csíkszenttamási római katolikus templomot Hargita megye műemlékeinek hivatalos jegyzékében műemléképületként tartják nyilván.[forrás?]

## Története
Csíkszenttamás egyházközséget először 1333-ban említették a pápai tizedjegyzékben Sancto Thoma néven. 
1441-ben Zenth Tamás, 1549-ben Szent Tamás néven szerepelt. Az 1534-es regestrumba 34 kapuval jegyezték be. 1699-ben Szenttamás, 1741-ben Csik Szent Tamás néven említették a korabeli dokumentumok.
A községnek 1333-ban már plébániatemploma volt. A középkori templomnak ma már csak a megcsonkított tornya maradt.
1592-től a falunak Csíkszentdomokossal közös papja volt, mivel a csíkszenttamási régi templom használhatatlanná vált.
A 18. század elején az Abaffy család kápolnájában végezték a szentmiséket. A Sarlós Boldogasszony tiszteletére felszentelt kápolna a plébánia kertjében  állt.
1725-ben a templom már romokban hevert.
1748-tól hozzáfogtak az új templom építéséhez, amely a régi templom anyagának felhasználásával  1776-1778 között készült el.

## A csonkatorony
Csíkszenttamás egyik jellegzetes építészeti emléke a csonkatorony, amely a falutól 1 km-re északnyugatra, 767 méter magasságban áll.
A 11 méter magas toronynak  a  nyugati fala maradt meg épen, a déli falnak csak egyrésze látható. Legfelül a  két nagy csúcsíves ablaknyílása ép, a másik kettő csak részleteiben maradt meg.
A torony falai egyméter vastagságúak, szálas terméskőből készültek. A toronyromon jól látható a középkori falazat építési módja, amelynek külső és belső részét gondosan összeillesztett természetes kövekből, vastag mészhabarccsal bevonva készítették.
Az ablakok és ajtók boltívei nagyobbrészt téglából,  vagy lapos kiválogatott kövekből épültek.
A toronyrom oldalai kívülről 4,75 méter szélesek.
A középkori templom egyhajós volt, apsisát polygon záródásúra készítették.

## A középkori templom leírása
Az egykori templom alakja alapján a csíki gótikus templomok sorába illeszthető és a székely gótika részét képezi. 
Az egyhajós  templomnak sima famennyezete volt, apsisa polygon záródású, támasztópilléreinek nyomaiból  ítélve boltozott volt.
A templom egész belső hossza 18 méter lehetett, ugyanakkor a sekrestye nyomai is kivehetők. 
A középkori templom várfallal volt körülvéve, a templom udvara temetőül szolgált.
Köpeczi Sebestyén József szerint a  templom építésének kora az alap arányaiból és a torony stílusából következtetve, a 15. század második felére tehető.

## A mai római katolikus templom leírása
A régi templom anyagából 1778-ban felépítették a barokk stílusú templomot.
Az új templomba helyezték el  a középkori templomból megmaradt 15. századi  fali szentségtartó fülkét. Ugyancsak  átmentették a 15. század derekán készült „fejedelmien szép Madonnát” is. A Csíkszenttamási Madonna néven ismert alkotás ugyanazon műhelyben készült mint a    csíksomlyói kegyszobor. 
A Madonna szobor jelenleg az északi bejárattal szemben lévő kápolna 17. századi oltárának fülkéjében van elhelyezve.
A templom homlokzatán Szent István és Szent László szobrai láthatók.
A barokk  templom  harangja a „Hunyadi-harang” a 15. században készült. A Csonka toronyból  megmaradt  harangon,  amelyet „Mátyás-harang” néven is említenek  az alábbi felirata olvasható:
„Anno Domini MCCCCXXXXV Jar”. 

## Külső hivatkozások
- Csíkszenttamás község honlapja Archiválva 2009. szeptember 5-i dátummal a Wayback Machine-ben